# 玄中寺
玄中寺，位于山西省交城县西北的石壁山中，又称“石壁寺”、“永宁寺”，是中国佛教净土宗祖庭。现主持为悟证法师。2013年，玄中寺成为第七批全国重点文物保护单位。

## 历史沿革
玄中寺于北魏延兴二年（公元472年）兴建。昙鸾在玄中寺创立了佛教净土宗派，并著有《往生论注》等书。
隋大业五年道绰大师抵玄中寺，住持该寺三十余年，传承、弘布并丰富发展了昙鸾所倡导的教理和教义，力倡圣道门和净土门，著述了传世经典《安乐集》，使玄中寺规模渐大，影响日远。唐太宗抵太原巡视，路过玄中寺时，唐太宗李世民专程拜谒道绰，并赐名“石壁永宁寺”。善导大师于唐贞观十五年，赴石壁玄中寺相访，后留于该寺并毕生弘扬净土法门。
唐朝，日本高僧圆仁来中国学习佛教，从此净土宗进入日本。日本高僧源空开创了日本净土宗，其弟子源信开创净土真宗。其称中国的昙鸾、道绰、善导等为祖师，视玄中寺为祖庭。
后寺庙荒芜遗失，1920年，日本佛教净土真宗僧人常盘大定来中国踏访佛教遗迹时，在山西交城县石壁山中发现玄中寺，引起海内外的关注。玄中寺遂成为中日两国佛教文化交流的基地。
　

## 建筑风格
寺内现存最古建筑为明神宗万历三十三年所建天王殿、七佛殿、千佛阁、四殿三院。而钟鼓楼、南北塔院、祖师殿、鸠鸽殿、接引殿、准提殿及僧舍、禅院、客房、斋堂等建筑散布各处；秋容塔雄峙寺东山巅，为宋代所建。
- 山门为单檐式建筑，正中雕刻"永宁禅寺"。
- 天王殿亦为单檐歇山式，正中供弥勒佛像，两边为泥塑持国天王、增长天王、广目天王和多闻天王像。天王殿两侧为钟鼓楼。东西两侧各有碑亭。西侧为唐代开元二十九年〔741年〕立《石壁寺铁弥勒像颂并序碑》，为唐代女书法家、太原参军房嶙之妻渤海高氏所书，记载唐太宗与玄中寺的往来。东侧为元代至顺三年〔1332年〕重刻的《唐石壁禅寺甘露义坛碑》[9][10]。
- 大雄宝殿为主体建筑。正中供奉着阿弥陀佛木刻立像，为典型净土宗风格。大殿四周悬挂着十六罗汉画像。
- 七佛殿上悬挂着“西方圣境”门匾，寺内供奉着泥塑镀金的七佛坐像，分别为毗婆尸佛、尸弃佛、毗舍佛、拘楼孙佛、拘那含佛、迦叶佛和释迦牟尼佛。千佛殿为该寺的最高点，可收尽石壁山幽静景色。千佛殿内还供600余移小型坐式佛像，正中供奉着一尊旃檀佛[2]。
- 雄宝殿西侧的院内，有祖师堂。堂内悬挂昙鸾、道绰、善导三位法师的画像。佛龛前悬挂着一对精美幢幡，皆为日本净土宗寺庙所赠[9]。

## 佛事活动
- 1942年，常盘大定率领日本佛教代表团来到玄中寺，同中国佛教高僧，联合举行严修昙鸾大师圆寂1400周年及玄中寺奉赞大法会[8]。
- 1956年10月，日本净土真宗菅原惠慶长老应邀来参加玄中寺开光法会，此为二战后日本佛教界的第一个友好访华使团。菅原长老一生曾八次到玄中寺拜谒祖庭，并取"玄中寺"三字分别为其三个孙女命名。并遗嘱其部分遗骨安放于玄中寺[9]。
- 1957年9月，赵朴初陪同日本佛教友好使节访华团来到玄中寺，参加了庆祝净土古刹修复庆典和三祖师像开光大法会[8]。
- 1994年5月10日，玄中寺举行佛教净土宗昙鸾、道绰、善导三祖师铜像开光法会[9]。